# 1889 no jornalismo
Nesta página encontrará referências aos acontecimentos directamente relacionados com o jornalismo ocorridos durante o ano de 1889.

## Eventos
- 10 de outubro — Publicação na Sertã (Portugal) do jornal "Certaginense" que foi publicado até 1896.[1] Voltou a ser publicado entre 1918 e 1920.

## Nascimentos
| Data           | Nome                           | Profissão                                                                        | Nacionalidade                              | Observações | Ref   |
| -------------- | ------------------------------ | -------------------------------------------------------------------------------- | ------------------------------------------ | ----------- | ----- |
| 2 de março     | Cásper Líbero                  | jornalista                                                                       | Brasil                                     | m. 1943     |       |
| 11 de maio     | Augusto Casimiro               | político, poeta, jornalista, comentarista político e opositor ao regime político | Reino Unido de Portugal, Brasil e Algarves | m. 1967     | [ 2 ] |
| 24 de setembro | Antônio Geremário Teles Dantas | político, jornalista, advogado e escritor                                        | Brasil                                     | m. 1935     |       |
| ??             | João Pina de Morais            | escritor, jornalista, político e militar                                         | Reino Unido de Portugal, Brasil e Algarves | m. 1953     |       |

## Mortes
| Data        | Nome                        | Profissão                                                  | Nacionalidade                              | Observações | Ref |
| ----------- | --------------------------- | ---------------------------------------------------------- | ------------------------------------------ | ----------- | --- |
| 9 de março  | António de Oliveira Marreca | economista, jornalista, escritor, professor e político     | Portugal                                   | n. 1805     |     |
| 29 de março | Teófilo Dias                | político, poeta e patrono da Academia Brasileira de Letras | Brasil                                     | n. 1854     |     |
| 14 de maio  | Eduardo Coelho              | tipógrafo, escritor e jornalista                           | Reino Unido de Portugal, Brasil e Algarves | n. 1835     |     |